# چگونه غرب تسخیر شد
چگونه غرب تسخیر شد (به انگلیسی: How the West Was Won) فیلمی است در ژانر حماسی و وسترن به کارگردانی جان فورد، هنری هاتاوی و جرج مارشال که در سال ۱۹۶۳ منتشر شد.

## خلاصه داستان
این فیلم سرگذشت خانواده‌ای را که طی چندین دهه، از گسترش غرب در قرن نوزدهم که شامل کشف طلا، جنگ داخلی و ساخت راه‌آهن می‌شود، نمایش می‌دهد….

## جوایز
این فیلم برندهٔ ۳ اسکار (برنده اسکار بهترین تدوین-برنده اسکار بهترین صدا-برنده اسکار بهترین نویسندگی) و کاندیدای ۵ اسکار دیگر (کاندیدای اسکار بهترین موسیقی-کاندیدای اسکار بهترین طراحی لباس-کاندیدای اسکار بهترین طراحی هنری-کاندیدای اسکار بهترین فیلمبرداری-کاندیدای اسکار بهترین فیلم) در سال ۱۹۶۳ شد.